# Marie-Reine Guindorf
Marie-Reine Guindorf (ur. 1812, zm. 1837) – francuska feministka, saintsimonistka; współzałożycielka "La Femme libre", pierwszego francuskiego czasopisma feministycznego tworzonego dla kobiet i przez kobiety. 

## Życiorys

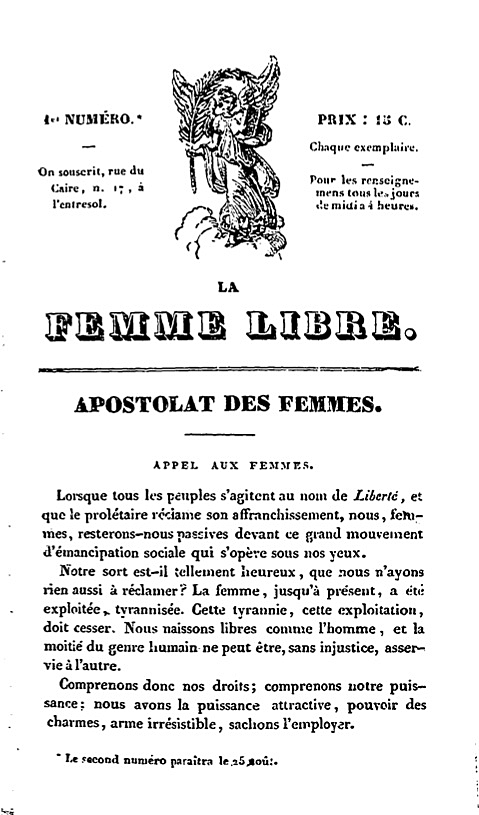
Pierwsza strona pierwszego numeru "La Femme libre", 1832

Była córką tokarza Pierre'a Guindorffa, saintsimonisty. Jako młoda krawcowa zainteresowała się rolą kobiet w ruchu saintsimonistów. Została wprowadzona do ruchu i przeszkolona przez Eugénie Niboyet. Aktywnie włączyła się w działania organizacji. Kiedy w 1831 Barthélemy-Prosper Enfantin, jeden z liderów ruchu, na łamach "The Globe" zakazał kobietom działalności w ruchu, oddaliła się od grupy.
W sierpniu 1832, mając 20 lat, wraz z Désirée Véret założyła czasopismo tworzone przez i dla kobiet, podejmujące nie tylko tematy urody, gospodarstwa domowego, ale też polityki i przemysłu. Nazwano je "La Femme libre" ("Wolna kobieta"). Artykuły w czasopiśmie sygnowała własnym imieniem i nazwiskiem, podobnie jak inne autorki odrzucające męskie nazwiska (poślubne). Pierwszy numer podawał Marie-Reine jako kierowniczkę czasopisma, a Désirée Véret jako założycielkę. Marie-Reine pisała m.in.: Ta publikacja nie jest żadną chimerą, jest ona duchowym przesłaniem na rzecz wolności i organizacji kobiet. (...) Kobiety, które do dzisiaj nie mają żadnej organizacji, nie mogły się nigdy zaangażować dla wielkiej sprawy. (...) Jesteśmy saintsimonistkami i właśnie dlatego cenimy indywidualizm. Na łamach 8-stronicowej gazety przeczytać można było: Nigdy więcej wojny, nigdy więcej narodowej konfrontacji, miłość dla wszystkich. Hasła te wynikały bezpośrednio z niedawnej rewolucji lipcowej. W redakcji pracowały głównie saintsimonistki. Zespół redakcyjny omawiał wspólnie wszystkie artykuły. Publikowano tylko treści przygotowane przez kobiety. Na łamach czasopisma Marie-Reine domagała się wolności w małżeństwie, a przede wszystkim równości kobiet z mężczyznami, co uważała za warunek konieczny prawdziwej wolności. Szeroko omawiała temat nierówności kobiet w pracy. Potępiała za niskie płace kobiet powodujące materialną zależność kobiet od mężczyzn. Walczyła o równość w edukacji. W 1833 domagała się publicznych szkół dla młodych dziewcząt z biednych rodzin. Nie udało się jej zwrócić uwagi polityków, więc zaczęła organizować wieczorne zajęcia dla kobiet. Uczestniczyła w kilku konferencjach zorganizowanych w Paryżu w 1833 i 1834 przez Stowarzyszenie Metod Edukacyjnych. Z czasem została jego członkinią.
W międzyczasie do redakcji "La Femme libre" dołączyła m.in. Suzanne Voilquin, która wraz z Marie-Reine kierowała czasopismem. Grupa wspierających wydawnictwo kobiet zrzeszyła się jako "La Femme Nouvelle". Marie-Reine, z czasem coraz bardziej zainteresowana fourieryzmem, ale też mocno zaangażowana w działania na rzecz edukacji, jeszcze przez jakiś czas pisała artykuły do czasopisma, ale ostatecznie opuściła redakcję. Suzanne Voilquin kontynuowała prace, ale zmieniła tytuł czasopisma na "La Tribune des femmes". Gazeta przetrwała do 1834.
W dniu 20 września 1834 Marie-Reine poślubiła Constantina Flichiego, młodego sainsimonistę. W 1835 urodziła syna Édouarda. Angażowała się w realizację idei Charles’a Fouriera, planując pierwsze falanstery.
W czerwcu 1837 Marie-Reine zaginęła. Jej ciało znaleziono 1 lipca 1837 w Sekwanie przy Pont de Grenelle. Popełniła samobójstwo.